# Triângulo em Ação
Triângulo em Ação era um quadro do TV Xuxa, seguindo os formatos de novelinhas-seriados. Estreou em abril de 2005.
A história conta que Txutxucão tem sua eterna noiva, a Felícia Fênix, uma cantora super-star, cuja secretária, empresária e melhor amiga é Dinha. Os problemas com o romance de Txutxucão e Felícia acontecem por conta da vilã Catxorra, que fica com ciúmes da Felícia que se apaixona pelo seu noivo, e que declarou guerra contra a Vovuxa que tinha anulado o seu casamento com o protagonista.
Tem também os coadjuvantes responsáveis pelas melhores cenas de humor: Major Max Well, um asssistente e melhor amigo do Txutxucão; os ex-vilões Otár e Dongo, uma dupla de ratos cientistas inocentes que bolam planos infalíveis de dominar o seu mundinho; o gerente do hotel onde a Felícia mora; e a enfermeira Zuleika e seu marido Dr. Mefistófeles e sua filha Leopoldina Lopes (ex-companheira de Felícia Fênix).
Os vilões eram o Dr. Margarido (assistente do Mefistófeles) e o robô XYZ, cujo bordão era "Eu vou acabar com todos aqui! Agora!!!", que, por diante, tornou-se um robô bonzinho.
O quadro se encerrou em setembro de 2005.

## Elenco
- Vovuxa: Xuxa Meneghel
- Dr. Mefistófeles: Paulo José

## Bonecos
- Txutxucão (voz): Marcelo Torreão (Hortelino - Looney Tunes)
- Dinha (voz): Iara Riça (Princesa Su - Mulan II: A Lenda Continua)
- Felícia Fênix (voz): Sílvia Goiabeira (Katie - O Espanta Tubarões)
- Major Max Well (voz): Mauro Ramos (Capachão, Borges, Cozinheiro e Nestor - TV Colosso)
- Catxorra (voz): Cristina Pompeo
- Catxorra (manipulação): Paulo Adriane
- Otár (voz): Márcio Simões (Professor Haftas Arden, Ajudante (2a voz), Godoy, Sr. Bóris, Bullborg (1a voz), Daniel (1a voz), Coçador, Pulga 1, Gilmar 3, Adilson e Walter Gate - TV Colosso)
- Otár (manipulação): Mariana Francescki
- Dongo (voz): Ricardo Juarez (O Batman - 1a voz)
- direção de manipulação: Roberto Dornelles
- direção de dublagem: Angela Bonatti